# 17. etape af Vuelta a España 2021
17. etape af Vuelta a España 2021 er en 181,6 km lang bjergetape, som køres den 1. september 2021 med start i Unquera og mål i Lagos de Covadonga.

## Resultater

### Etaperesultat
| \| Etaperesultat \| Etaperesultat \| Etaperesultat \| Etaperesultat \| Etaperesultat \| \| Rytter \| Rytter \| Hold \| Tid \| \| \| ------------- \| ------------------- \| ---------------------------------- \| ------------- \| ------------- \| \| 1. \| Primož Roglič \| Jumbo-Visma \| 4t 34' 45" \| \| \| 2. \| Sepp Kuss \| Jumbo-Visma \| + 1' 35" \| \| \| 3. \| Miguel Ángel López \| Movistar Team \| + 1' 35" \| \| \| 4. \| Adam Yates \| Ineos Grenadiers \| + 1' 35" \| \| \| 5. \| Jack Haig \| Bahrain Victorious \| + 1' 35" \| \| \| 6. \| Enric Mas \| Movistar Team \| + 1' 35" \| \| \| 7. \| Egan Bernal \| Ineos Grenadiers \| + 1' 35" \| \| \| 8. \| Gino Mäder \| Bahrain Victorious \| + 1' 35" \| \| \| 9. \| Louis Meintjes \| Intermarché-Wanty-Gobert Matériaux \| + 2' 29" \| \| \| 10. \| Clément Champoussin \| AG2R Citroën Team \| + 2' 44" \| \| |                     |                                    |            |
| |                     |                                    |            |
| Kilde: ProCyclingStats |                     |                                    |            |
| Etaperesultat |                     |                                    |            |
| Rytter | Rytter              | Hold                               | Tid        |
| 1. | Primož Roglič       | Jumbo-Visma                        | 4t 34' 45" |
| 2. | Sepp Kuss           | Jumbo-Visma                        | + 1' 35"   |
| 3. | Miguel Ángel López  | Movistar Team                      | + 1' 35"   |
| 4. | Adam Yates          | Ineos Grenadiers                   | + 1' 35"   |
| 5. | Jack Haig           | Bahrain Victorious                 | + 1' 35"   |
| 6. | Enric Mas           | Movistar Team                      | + 1' 35"   |
| 7. | Egan Bernal         | Ineos Grenadiers                   | + 1' 35"   |
| 8. | Gino Mäder          | Bahrain Victorious                 | + 1' 35"   |
| 9. | Louis Meintjes      | Intermarché-Wanty-Gobert Matériaux | + 2' 29"   |
| 10. | Clément Champoussin | AG2R Citroën Team                  | + 2' 44"   |

### Klassement efter etapen
| \| Samlede stilling \| Samlede stilling \| Samlede stilling \| Samlede stilling \| Samlede stilling \| \| Rytter \| Rytter \| Hold \| Tid \| \| \| ---------------- \| ------------------- \| ------------------ \| ---------------- \| ---------------- \| \| 1. \| Primož Roglič \| Jumbo-Visma \| 68t 42' 56" \| \| \| 2. \| Enric Mas \| Movistar Team \| + 2' 22" \| \| \| 3. \| Miguel Ángel López \| Movistar Team \| + 3' 11" \| \| \| 4. \| Jack Haig \| Bahrain Victorious \| + 3' 46" \| \| \| 5. \| Guillaume Martin \| Cofidis \| + 4' 16" \| \| \| 6. \| Egan Bernal \| Ineos Grenadiers \| + 4' 29" \| \| \| 7. \| Adam Yates \| Ineos Grenadiers \| + 4' 45" \| \| \| 8. \| Sepp Kuss \| Jumbo-Visma \| + 5' 04" \| \| \| 9. \| Felix Großschartner \| Bora-Hansgrohe \| + 6' 54" \| \| \| 10. \| Gino Mäder \| Bahrain Victorious \| + 6' 58" \| \| |                     |                    |             |
| |                     |                    |             |
| Kilde: ProCyclingStats |                     |                    |             |
| Samlede stilling |                     |                    |             |
| Rytter | Rytter              | Hold               | Tid         |
| 1. | Primož Roglič       | Jumbo-Visma        | 68t 42' 56" |
| 2. | Enric Mas           | Movistar Team      | + 2' 22"    |
| 3. | Miguel Ángel López  | Movistar Team      | + 3' 11"    |
| 4. | Jack Haig           | Bahrain Victorious | + 3' 46"    |
| 5. | Guillaume Martin    | Cofidis            | + 4' 16"    |
| 6. | Egan Bernal         | Ineos Grenadiers   | + 4' 29"    |
| 7. | Adam Yates          | Ineos Grenadiers   | + 4' 45"    |
| 8. | Sepp Kuss           | Jumbo-Visma        | + 5' 04"    |
| 9. | Felix Großschartner | Bora-Hansgrohe     | + 6' 54"    |
| 10. | Gino Mäder          | Bahrain Victorious | + 6' 58"    |

| Pointkonkurrence | Pointkonkurrence   | Pointkonkurrence      | Pointkonkurrence | Pointkonkurrence |
| Rytter           | Rytter             | Hold                  | Point            |                  |
| ---------------- | ------------------ | --------------------- | ---------------- | ---------------- |
| 1.               | Fabio Jakobsen     | Deceuninck-Quick Step | 250 point        |                  |
| 2.               | Primož Roglič      | Jumbo-Visma           | 145 point        |                  |
| 3.               | Matteo Trentin     | UAE Team Emirates     | 123 point        |                  |
| 4.               | Magnus Cort        | EF Education-Nippo    | 114 point        |                  |
| 5.               | Michael Matthews   | BikeExchange          | 110 point        |                  |
| 6.               | Alberto Dainese    | Team DSM              | 109 point        |                  |
| 7.               | Arnaud Démare      | Groupama-FDJ          | 88 point         |                  |
| 8.               | Enric Mas          | Movistar Team         | 85 point         |                  |
| 9.               | Egan Bernal        | Ineos Grenadiers      | 73 point         |                  |
| 10.              | Miguel Ángel López | Movistar Team         | 72 point         |                  |

| Pointkonkurrence | Pointkonkurrence   | Pointkonkurrence      | Pointkonkurrence | Pointkonkurrence |
| Rytter           | Rytter             | Hold                  | Point            |                  |
| ---------------- | ------------------ | --------------------- | ---------------- | ---------------- |
| 1.               | Fabio Jakobsen     | Deceuninck-Quick Step | 250 point        |                  |
| 2.               | Primož Roglič      | Jumbo-Visma           | 145 point        |                  |
| 3.               | Matteo Trentin     | UAE Team Emirates     | 123 point        |                  |
| 4.               | Magnus Cort        | EF Education-Nippo    | 114 point        |                  |
| 5.               | Michael Matthews   | BikeExchange          | 110 point        |                  |
| 6.               | Alberto Dainese    | Team DSM              | 109 point        |                  |
| 7.               | Arnaud Démare      | Groupama-FDJ          | 88 point         |                  |
| 8.               | Enric Mas          | Movistar Team         | 85 point         |                  |
| 9.               | Egan Bernal        | Ineos Grenadiers      | 73 point         |                  |
| 10.              | Miguel Ángel López | Movistar Team         | 72 point         |                  |

| Bjergkonkurrence | Bjergkonkurrence | Bjergkonkurrence                   | Bjergkonkurrence | Bjergkonkurrence |
| Rytter           | Rytter           | Hold                               | Point            |                  |
| ---------------- | ---------------- | ---------------------------------- | ---------------- | ---------------- |
| 1.               | Romain Bardet    | Team DSM                           | 51 point         |                  |
| 2.               | Michael Storer   | Team DSM                           | 34 point         |                  |
| 3.               | Damiano Caruso   | Bahrain Victorious                 | 33 point         |                  |
| 4.               | Primož Roglič    | Jumbo-Visma                        | 33 point         |                  |
| 5.               | Rafał Majka      | UAE Team Emirates                  | 29 point         |                  |
| 6.               | Jack Haig        | Bahrain Victorious                 | 19 point         |                  |
| 7.               | Sepp Kuss        | Jumbo-Visma                        | 19 point         |                  |
| 8.               | Pavel Sivakov    | Ineos Grenadiers                   | 16 point         |                  |
| 9.               | Egan Bernal      | Ineos Grenadiers                   | 10 point         |                  |
| 10.              | Rein Taaramäe    | Intermarché-Wanty-Gobert Matériaux | 10 point         |                  |

| Bjergkonkurrence | Bjergkonkurrence | Bjergkonkurrence                   | Bjergkonkurrence | Bjergkonkurrence |
| Rytter           | Rytter           | Hold                               | Point            |                  |
| ---------------- | ---------------- | ---------------------------------- | ---------------- | ---------------- |
| 1.               | Romain Bardet    | Team DSM                           | 51 point         |                  |
| 2.               | Michael Storer   | Team DSM                           | 34 point         |                  |
| 3.               | Damiano Caruso   | Bahrain Victorious                 | 33 point         |                  |
| 4.               | Primož Roglič    | Jumbo-Visma                        | 33 point         |                  |
| 5.               | Rafał Majka      | UAE Team Emirates                  | 29 point         |                  |
| 6.               | Jack Haig        | Bahrain Victorious                 | 19 point         |                  |
| 7.               | Sepp Kuss        | Jumbo-Visma                        | 19 point         |                  |
| 8.               | Pavel Sivakov    | Ineos Grenadiers                   | 16 point         |                  |
| 9.               | Egan Bernal      | Ineos Grenadiers                   | 10 point         |                  |
| 10.              | Rein Taaramäe    | Intermarché-Wanty-Gobert Matériaux | 10 point         |                  |

| Ungdomskonkurrence | Ungdomskonkurrence       | Ungdomskonkurrence     | Ungdomskonkurrence | Ungdomskonkurrence |
| Rytter             | Rytter                   | Hold                   | Tid                |                    |
| ------------------ | ------------------------ | ---------------------- | ------------------ | ------------------ |
| 1.                 | Egan Bernal              | Ineos Grenadiers       | 68t 47' 25"        |                    |
| 2.                 | Gino Mäder               | Bahrain Victorious     | + 2' 29"           |                    |
| 3.                 | Juan Pedro López         | Trek-Segafredo         | + 10' 35"          |                    |
| 4.                 | Rémy Rochas              | Cofidis                | + 26' 39"          |                    |
| 5.                 | Clément Champoussin      | AG2R Citroën Team      | + 33' 55"          |                    |
| 6.                 | Aleksandr Vlasov         | Astana-Premier Tech    | + 35' 40"          |                    |
| 7.                 | Steff Cras               | Lotto-Soudal           | + 58' 39"          |                    |
| 8.                 | Jefferson Alveiro Cepeda | Caja Rural-Seguros RGA | + 1t 02' 01"       |                    |
| 9.                 | Gotzon Martín            | Euskaltel-Euskadi      | + 1t 10' 37"       |                    |
| 10.                | Pavel Sivakov            | Ineos Grenadiers       | + 1t 27' 48"       |                    |

| Ungdomskonkurrence | Ungdomskonkurrence       | Ungdomskonkurrence     | Ungdomskonkurrence | Ungdomskonkurrence |
| Rytter             | Rytter                   | Hold                   | Tid                |                    |
| ------------------ | ------------------------ | ---------------------- | ------------------ | ------------------ |
| 1.                 | Egan Bernal              | Ineos Grenadiers       | 68t 47' 25"        |                    |
| 2.                 | Gino Mäder               | Bahrain Victorious     | + 2' 29"           |                    |
| 3.                 | Juan Pedro López         | Trek-Segafredo         | + 10' 35"          |                    |
| 4.                 | Rémy Rochas              | Cofidis                | + 26' 39"          |                    |
| 5.                 | Clément Champoussin      | AG2R Citroën Team      | + 33' 55"          |                    |
| 6.                 | Aleksandr Vlasov         | Astana-Premier Tech    | + 35' 40"          |                    |
| 7.                 | Steff Cras               | Lotto-Soudal           | + 58' 39"          |                    |
| 8.                 | Jefferson Alveiro Cepeda | Caja Rural-Seguros RGA | + 1t 02' 01"       |                    |
| 9.                 | Gotzon Martín            | Euskaltel-Euskadi      | + 1t 10' 37"       |                    |
| 10.                | Pavel Sivakov            | Ineos Grenadiers       | + 1t 27' 48"       |                    |

| Holdkonkurrence | Holdkonkurrence                    | Holdkonkurrence | Holdkonkurrence |
| Hold            | Hold                               | Tid             |                 |
| --------------- | ---------------------------------- | --------------- | --------------- |
| 1.              | Bahrain Victorious                 | 206t 19' 32"    |                 |
| 2.              | Jumbo-Visma                        | + 6' 37"        |                 |
| 3.              | Ineos Grenadiers                   | + 8' 49"        |                 |
| 4.              | Movistar Team                      | + 30' 00"       |                 |
| 5.              | Intermarché-Wanty-Gobert Matériaux | + 41' 21"       |                 |
| 6.              | UAE Team Emirates                  | + 44' 23"       |                 |
| 7.              | Trek-Segafredo                     | + 1t 16' 09"    |                 |
| 8.              | AG2R Citroën Team                  | + 1t 16' 46"    |                 |
| 9.              | Cofidis                            | + 1t 22' 52"    |                 |
| 10.             | Astana-Premier Tech                | + 1t 44' 28"    |                 |

| Holdkonkurrence | Holdkonkurrence                    | Holdkonkurrence | Holdkonkurrence |
| Hold            | Hold                               | Tid             |                 |
| --------------- | ---------------------------------- | --------------- | --------------- |
| 1.              | Bahrain Victorious                 | 206t 19' 32"    |                 |
| 2.              | Jumbo-Visma                        | + 6' 37"        |                 |
| 3.              | Ineos Grenadiers                   | + 8' 49"        |                 |
| 4.              | Movistar Team                      | + 30' 00"       |                 |
| 5.              | Intermarché-Wanty-Gobert Matériaux | + 41' 21"       |                 |
| 6.              | UAE Team Emirates                  | + 44' 23"       |                 |
| 7.              | Trek-Segafredo                     | + 1t 16' 09"    |                 |
| 8.              | AG2R Citroën Team                  | + 1t 16' 46"    |                 |
| 9.              | Cofidis                            | + 1t 22' 52"    |                 |
| 10.             | Astana-Premier Tech                | + 1t 44' 28"    |                 |